# Carolina Christian College
Carolina Christian College (CCC) es una institución de pregrado con fines especiales. CCC educa a personas para los ministerios cristianos a través de un programa de estudios bíblicos y teológicos, educación general en artes y ciencias y estudios profesionales. Se pone énfasis en la conciencia cultural y el ministerio urbano que preparará a los trabajadores para establecer y servir a la iglesia en los Estados Unidos y alrededor del mundo. 

## Programas
CCC ofrece programas ministeriales de nivel certificado, pregrado y posgrado. Los programas de grado que se ofrecen en CCC son: 
- Certificado en Estudios Bíblicos
- Licenciatura en Ministerio (ACE/ASAP)
- Maestría en Educación Religiosa (AMP)
- Doctor en Ministerio

Se ofrecen varias especialidades universitarias además de la Licenciatura en Ministerio. Incluyen:
- Liderazgo
- Consejería Cristiana
- Estudios bíblicos
- Homilética
- Liderazgo sin fines de lucro